# Nkanya Nkwai
Nkanya Nkwai, né le 3 juillet 1982 à Dumbo-Berabe dans la région du Nord-Ouest du Cameroun est un acteur et producteur camerounais.

## Biographie

### Etudes
Il fait ses études primaires à l'école primaire presbytérienne Dumbo-Berabe. Ensuite, il s'inscrit à l'école secondaire gouvernemental d'Ako (GHS) et poursuit ses études secondaires à l'école bilingue gouvernementale de Nkambé où il obtient son G.C.E.. Après l'université de Yaoundé I et des études d'anthropologie, il quitte le Cameroun pour poursuivre ses études dans l'industrie cinématographie à l'université internationale de Lituanie,.

### Carrière
En 2008, il commence sa carrière avec Seaside Movie, une structure de production basée à Limbé où il joue son premier rôle dans le film Becky Diana. En 2010, il interprète un rôle dans la pièce de théâtre The Crucible, produit par l'université international en Lituanie. De 2012 à 2016 il écrit plusieurs scénarios et produit quatre films.

## Filmographie
- Becky Diana (2008)
- The Crucible (2010)
- Viri (2014)
- The African Guest
- Nightfall (ou Tombée de la Nuit)
- Life Point
- Line de vie (2017)
- Naija (court-métrage, 2020)

## Prix
- 2018 : Prix du réalisateur, du meilleur scénario, de la meilleure histoire dramatique au Golden Movies Awards Africa d'Accra au Ghana[4].